# Cousinia rava
Espèce
Cousinia rava est une espèce de plante à fleurs de la famille des Asteraceae, originaire d’Asie centrale (Kirghizistan, Tadjikistan, Ouzbékistan).